# USS McKee (DD-87)
USS McKee (DD-87) – amerykański niszczyciel typu Wickes będący w służbie United States Navy w okresie I wojny światowej. Patronem okrętu był Hugh W. McKee.
Stępkę okrętu położono 29 października 1917. Okręt zwodowano 23 marca 1918 w stoczni Union Iron Works w San Francisco. Matką chrzestną była J. Tynan. Jednostka weszła do służby 7 września 1918, pierwszym dowódcą został Lieutenant Commander W. H. Lee.
Po rejsie odbiorczym w pobliżu zachodniego wybrzeża USA "McKee" wypłynął z Mare Island 13 września 1918, przeszedł przez Kanał Panamski i 2 października zgłosił się do służby w 5 Flotylli Niszczycieli w Nowym Jorku. W tej końcowej fazie I wojny światowej odbył kilka krótkich rejsów przybrzeżnych, a następnie 28 października wyszedł z Hampton Roads w eskorcie konwoju. Po dotarciu do Azorów 5 listopada został przydzielony do eskorty powracającego konwoju. Do Nowego Jorku wszedł 2 grudnia. Na początku 1919 popłynął do Zatoki Guantanamo. Tam od 26 stycznia do 4 kwietnia uczestniczył w ćwiczeniach floty. Wiele podróży w pobliżu wschodniego wybrzeża USA utrzymywało jego załogę w wysokiej formie. 13 grudnia 1919 został umieszczony w ograniczonej służbie (ang. reduced commission).
Od lipca 1921 "McKee" bazował w Newport, następnie w Charleston, a po konferencji waszyngtońskiej udał się do Filadelfii w kwietniu 1922. Został wycofany ze służby 16 czerwca 1922, skreślony z listy jednostek floty 7 stycznia 1936 i sprzedany na złom firmie Boston Iron & Metal Company z Baltimore.